# Prescription pénale des infractions de presse en France
 (avril 2025).
 (avril 2025).
« Chien de garde » de la démocratie, la presse protège « l'un des droits les plus précieux de l'homme » récemment rappelé par le Conseil constitutionnel : la libre communication des pensées et des opinions . (Décision no 2009-580 DC du 10 juin 2009)
Conscients de ce rôle éminent de la presse, les rédacteurs de la loi du 29 juillet 1881 ont institué un régime dérogatoire de responsabilité sévère, mais enfermé dans de brefs délais de prescription.
La prescription est « un mode d'extinction de l'action en justice résultant du non-exercice de celle-ci avant l'expiration du délai fixé par la loi ».
La loi de 1881 prévoit que les actions publiques et civiles sont prescrites trois mois après le jour de la publication ou « du dernier acte d'instruction ou de poursuite». Ce délai est porté à un an pour les infractions de presse à caractère racial, ethnique, national ou religieux.
La « prescription pénale » désigne un mode d'extinction de l'action publique, et partant de l'action civile devant la juridiction répressive en vertu du principe de la solidarité des prescriptions (art. 10 c. proc. pen., modifié en 1980). Elle constitue « une exception péremptoire et d'ordre public » selon la Cour de cassation, ce qui signifie (Crim 20 mai 1980, Bull. no 156): 
- Qu'elle doit être relevée d'office par le juge si les parties ne le font pas.
- Que la charge de la preuve de l'absence de prescription de l'action publique pèse sur Ministère public[7].
- Qu'elle peut être constatée pour la première fois à tout moment de la procédure, même par la Cour de cassation[8].

Avant d'exposer le régime de la prescription pénale de la presse, il convient de déterminer ses conditions d'application.

## Les conditions d'application de la prescription pénale de la presse
La prescription abrégée en matière de presse ne s'applique qu'aux infractions à la loi du 29 juillet 1881 et requiert l'existence d'une publication.

### Une infraction prévue par la loi du 29 juillet 1881
La prescription abrégée ne s'applique qu'aux infractions réprimées par la loi du 29 juillet 1881, à l'exception de celles qui, initialement prévues par ledit texte, en ont été extraits.
Les atteintes à la vie privée, à la protection des mineurs, à l'autorité ou à l'indépendance de la justice, ainsi que la publicité mensongère sont écartées du champ de la prescription abrégée et soumises aux délais de droit commun. Ceux-ci sont en principe d'un an pour les contraventions, trois ans pour les délits et dix ans pour les crimes.
Seuls sont donc réprimés par la loi du 29 juillet 1881 : le défaut de mentions obligatoires sur tout écrit rendu public, l'absence de déclaration d'un journal ou écrit périodique, de désignation d'un directeur de la publication et d'accomplissement des formalités de dépôt, le refus du droit de rectification et du droit de réponse, la mise en vente ou la distribution de publications étrangères interdites, l'affichage non autorisé et l'altération d'affiches officielles, la provocation par voie de presse à commettre un délit ou un crime prévu par les articles 24 et 24 bis, les délits commis par voie de presse contre la chose publique, contre les personnes, les agents diplomatiques étrangers, ainsi que la publication d'informations protégées par le secret.
Si les éléments constitutifs de l'infraction sont réunis et que celle-ci entre dans le champ de la loi sur la presse, il faut encore caractériser une publication.

### Une publication
Pour être matériellement constituées, les infractions prévues par la loi du 29 juillet 1881 exigent la preuve d'une publication. Les contraventions d'injures et de diffamations non publiques, aujourd'hui sanctionnées par les articles R621-2, R624-3 et suivants du code pénal, font figure d'exception (prescription portée à un an).
Une publication désigne ce qui est rendu public, c'est-à-dire ce qui est porté à la connaissance et mis à la disposition du public. 
L'article 23 de la loi sur la presse dispose que constituent des moyens de publication : 
- Les discours, cris ou menaces proférés dans des lieux ou réunions publics,
- Les écrits, imprimés, dessins, gravures, peintures, emblèmes, images ou tous autres supports de l'écrit, de la parole ou de l'image vendus ou distribués, mis en vente ou exposés dans des lieux ou réunions publics,
- Les placards ou affiches exposés au regard du public,
- Tout moyen de communication au public par voie électronique.

Le délai de prescription étant particulièrement bref, la preuve de la date de publication revêt une importance déterminante pour l'issue de la procédure. Elle peut être établie par exemple au moyen d'attestations du Centre de diffusion de l'édition, de libraires, de lecteurs ou par des encarts publicitaires. En revanche, la seule preuve de l'importation de livres en gros et de leur distribution aux librairies détaillants n'établit pas la date de publication.
La date mentionnée sur un journal périodique est présumée être celle de l'infraction sauf « usage contraire, erreur matérielle ou fraude ».
Si l'écrit ne mentionne pas de date précise mais seulement une période hebdomadaire, mensuelle ou annuelle, le premier jour de cette période est présumé être la date de mise à disposition du public. Toutefois, la preuve contraire demeure possible.
La notion de publication concerne donc une grande diversité de moyens de communications, y compris audiovisuels. La preuve de sa date, présumée pour les périodiques, conditionne le point de départ du délai de prescription.
Les conditions d'application de la prescription pénale de la presse ayant été exposées, il convient de présenter son régime.

## Le régime de la prescription pénale de la presse
Il s'agit de déterminer si le délai de prescription pénale de la presse est acquis. À cette fin, il convient de déterminer son point de départ et sa durée, ainsi que les causes d'interruption, de suspension ou de réouverture susceptibles d'en altérer le cours.

### La détermination du point de départ et du délai de prescription

#### Délais
Le délai de la prescription pénale de la presse dépend de la qualification de l'infraction de presse. En principe, celle-ci est de trois mois révolus à compter du jour où l'infraction a été commise ou du jour du dernier acte d'instruction ou de poursuite s'il en a été fait. Ce délai est porté à un an pour les infractions raciales, ethniques, nationales ou religieuses visées à l'article 65-3 de la loi sur la presse. Le décompte s'effectue en jours calendaires, le lendemain du jour de l'infraction à zéro heure.

#### Points de départs
Le délai de prescription commence en principe à courir à compter de la publication. Il existe toutefois certains points de départ particuliers.
Le point de départ de prescription du délit de refus d'insertion du droit de réponse prévu par l'article 13 de la loi du 29 juillet 1881, est fixé à la date à laquelle a été publié le numéro du journal qui aurait dû légalement comporter la réponse. 
Sur l'internet, le délai de prescription court à compter du premier jour suivant la mise à disposition des utilisateurs du message. 
La loi du 21 juin 2004 pour la confiance dans l'économie numérique (LCEN) avait prévu de reporter le point de départ de la prescription des infractions de presse sur l'internet à la date du retrait du message litigieux. Mais le Conseil constitutionnel, considérant que cette disposition instituait une différence disproportionnée de régimes entre les publications papiers et électroniques, l'a jugé inconstitutionnelle. Le Conseil n'a toutefois pas exclu la possibilité d'instituer des différences de délais de prescription entre les publications internet et papier, à condition qu'elles soient proportionnées. Une proposition de loi tend aujourd'hui à porter à un an le délai de prescription des infractions de presse commises par l'intermédiaire de l'internet.
La réédition ou réimpression d'une publication constitue un nouveau point de départ du délai de prescription, et ce, qu'il s'agisse d'une réédition à l'identique ou de la refonte d'un ouvrage papier.
Sur l'internet, la notion de nouvelle publication est incertaine. Il semble qu'elle est retenue en cas de modification du contenu d'un message diffusé. En revanche, ne constituent pas des nouveaux actes de publication la modification d'un site ou la simple adjonction d'une seconde adresse pour accéder à un site existant. 
Une fois le point de départ établi, le cours du délai de prescription peut être interrompu et suspendu. Le délai écoulé peut même être rouvert à certaines conditions. 

### Les interruptions, suspensions et réouvertures du délai de prescription
L'article 65 alinéa 1er de la loi sur la presse prévoit qu'un nouveau délai de 3 mois commence à courir à compter du jour « du dernier acte d'instruction ou de poursuite s'il en a été fait ».  

#### Un délai renouvelable
À la différence des actions de droit commun, le décompte de la prescription n'est pas interrompu par l'instance en cours. Cette règle impose de renouveler régulièrement les actes d'instruction ou de poursuites. Cela n'est pas incompatible avec l'article 6 de la Convention européenne de sauvegarde des droits de l'homme et des libertés fondamentales selon la Cour de cassation.
Il faut distinguer les cas d'interruption des cas de suspension du délai de prescription.

#### L'interruption du délai
L'interruption du délai provoque le décompte d'un nouveau délai de même durée. Elle joue sur l'ensemble des faits poursuivis et à l'égard de tous. 
Afin de déterminer si un acte émanant d'une autorité de poursuite ou d'une juridiction de jugement est interruptif de prescription, il faut distinguer selon qu'il intervient avant ou après l'engagement des poursuites
Des actes antérieurs à l'engagement des poursuites peuvent être interruptifs. Mais la loi ne vise que les « réquisitions aux fins d'enquête». En revanche, les soit-transmis, plaintes simples, et demandes d'aide judiciaire n'interrompent pas la prescription.
Une fois les poursuites engagées, la citation directe, le réquisitoire introductif et la plainte avec constitution de partie civile sont interruptifs. En cas d'inaction du Ministère public, la partie civile doit donc citer le prévenu à comparaître afin d'interrompre le cours de la prescription. 
Un effet interruptif est notamment reconnu aux jugements renvoyant à une audience ultérieure, à la production de pièces, à la communication de conclusions régulièrement signées, aux réquisitions prises à l'audience par le représentant du ministère public, à la signification du jugement, à la déclaration d'appel, au pourvoi en cassation et à sa signification aux prévenus.

#### La suspension du délai
Le cours de la prescription est suspendu si un obstacle de droit résultant de la loi ou tenant à l'ordre public prive les parties du droit d'agir pour faire juger l'affaire. La suspension arrête provisoirement le cours. Une fois l'obstacle levé, le délai de prescription recommence à courir au point où elle s'était arrêtée.
Le délai de prescription est, par exemple, suspendu si un éditeur jouit de l'immunité parlementaire, si une personne  bénéficie d'une immunité de juridiction (ex : ministre), ou  encore si un délai légal incompressible s'impose aux parties. Tel est le cas de l'article 175 du code de procédure pénale qui impose au juge d'instruction d'observer un délai de 3 mois avant de rendre son ordonnance de règlement. 

#### Le cas exceptionnel de réouverture du délai
Outre les cas d'interruption et de suspension de l'action publique, l'écoulement normal du délai de prescription est susceptible d'être remis en cause si des faits susceptibles de revêtir une qualification pénale sont imputés à tort à une personne. Le délai de prescription prévu par l'article 65 est alors rouvert à compter du jour où est devenue définitive la décision pénale la mettant hors de cause. 
La prescription abrégée prévue par la loi de 1881 vise à protéger la liberté de la presse et plus généralement, la liberté de communiquer ses pensées et ses opinions. Toutefois, plusieurs critiques peuvent être formulées à l'encontre du régime de la prescription pénale de la presse aujourd'hui en France.
En premier lieu, les délais brefs et renouvelables prévus par la loi sur la presse limitent les droits des requérants et créent une certaine « immunité » de la presse. Les victimes d'infractions de presse sont d'une certaine manière privées d'un droit légitime à réparation.
En second lieu, la détermination jurisprudentielle du point de départ (publication initiale, nouvelle publication) de la prescription pénale de la presse sur l'internet est encore sujette à discussion.
Enfin, la multiplication de délais distincts est facteur de complexité et donc d'insécurité juridique. Une proposition de loi vise aujourd'hui à instituer une durée de prescription d'un an pour les infractions de presse commises sur l'internet.